# سارة بلانك
سارة بلانك (بالإنجليزية: Sarah Blanck)‏ هي متسابقة يخت أسترالية، ولدت في 18 يناير 1977.

## وصلات خارجية
- سارة بلانك على موقع الاتحاد الدولي للملاحة الشراعية (موقع جديد) (الإنجليزية)
- سارة بلانك على موقع الاتحاد الدولي للملاحة الشراعية (موقع قديم) (الإنجليزية)
- سارة بلانك على موقع اللجنة الأولمبية الدولية (الإنجليزية)
- سارة بلانك على موقع أوليمبيديا (الإنجليزية)
- سارة بلانك على موقع اللجنة الأولمبية الأسترالية (الإنجليزية)